# Ondřej Nekvasil
Ondřej Nekvasil (* 15. července 1966 Ostrava) je český filmový architekt, kostýmní výtvarník a pedagog.

## Životopis
Narodil se v roce 1966 v Ostravě. Absolvoval katedru scénografie na DAMU a fakultu architektury ČVUT v Praze. Od roku 1991 pracuje jako divadelní, filmový i televizní scénograf.  V roce 1999 byl členem českého týmu scénografů, který získal Zlatou Trigu Pražského Quadrienále za nejlepší národní expozici. Od roku 1996 vyučuje scénografii na DAMU.
V roce 2005 obhájil habilitační práci a získal titul docent.

## Scénografie (výběr)

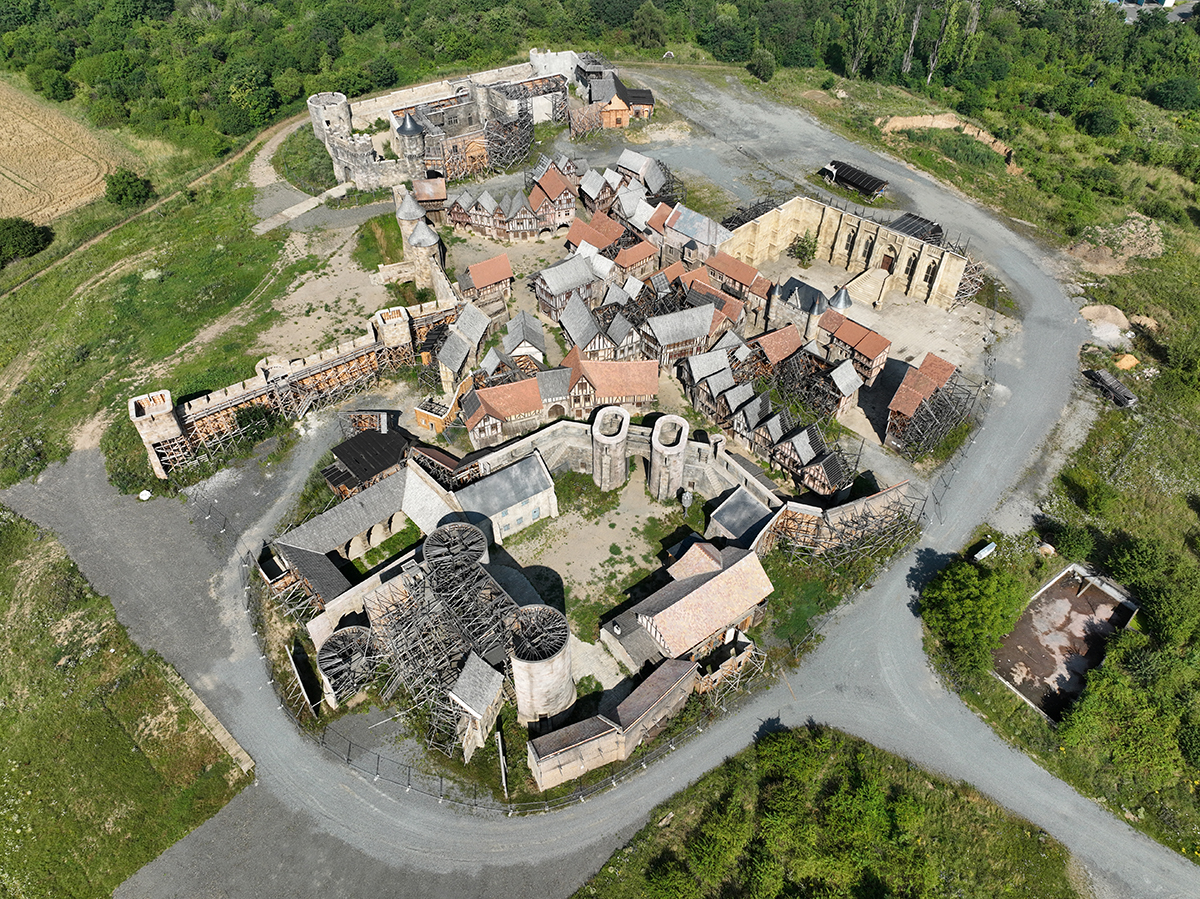
Filmová dekorace seriálu Soumrak templářů na pozemku Barrandov Studia, které ji po skončení natáčení odkoupilo pro další využití.

- Filmová dekorace seriálu Soumrak templářů na pozemku Barrandov Studia, které ji po skončení natáčení odkoupilo pro další využití.2000 – architekt a spoluautor scénáře hudebního TV filmu Hlas lesa – Bohuslav Martinů (režie: Jiří Nekvasil)
- 2001 – hlavní architekt koprodukčního TV filmu Deník Anne Frankové (režie: Robert Dornheim)
- 2006 – hlavní architekt amerického celovečerního filmu Iluzionista (režie: Neil Burger)
- 2008 – architekt celovečerního koprodukčního filmu Protektor (režie: Marek Najbrt)
- 2010 – architekt celovečerního filmu Odcházení (režie: Václav Havel)
- 2013 – hlavní architekt celovečerního koprodukčního filmu Ledová archa (režie: Joon Ho Bong)
- 2016 – hlavní architekt amerického celovečerního filmu Underworld: Krvavé války (režie: Anna Foerster)
- 2017 – hlavní architekt amerického celovečerního filmu V utajení (režie: Michael Apted)
- 2017 – hlavní architekt amerického seriálu Soumrak templářů (režie: Douglas Mackinnon, David Petrarca, Metin Huseyin)
- 2021 – hlavní architekt amerického seriálu Kolo času[2] (režie: Uta Briesewitz, Salli Richardson-Whitfield, Wayne Yip, Ciaran Donnelly)

## Ocenění
| Rok  | Cena                                               | Kategorie                               | Film                | Výsledek  | Poznámky                                                                       | Ref.  |
| ---- | -------------------------------------------------- | --------------------------------------- | ------------------- | --------- | ------------------------------------------------------------------------------ | ----- |
| 1996 | Český lev                                          | Nejlepší výtvarný počin                 | Indiánské léto      | nominace  |                                                                                |       |
| 2001 | Cenna Emmy                                         | Nejlepší televizní film a krátký seriál | Anne Franková       | vítězství | společně s Janem Vlasákem a Marií Raškovou                                     | [ 3 ] |
| 2010 | Český lev                                          | Nejlepsí výtvarný počin                 | Protektor           | nominace  |                                                                                |       |
| 2012 | Český lev                                          | Nejlepší výtvarné řešení ve filmu       | Odcházení           | nominace  | společně se Zuzanou Ježkovou, Karlem Vaňáskem, Zdeňkem Klikou a Jiřím Kyliánem | [ 4 ] |
| 2013 | Asia-Pacific Film Festival                         | Nejlepší výtvarná režie                 | Ledová archa        | vítězství |                                                                                |       |
| 2013 | Awards Circuit Community Awards                    | Nejlepší výtvarná režie                 | Ledová archa        | nominace  | spolu s Beatrice Brentnerovou                                                  |       |
| 2013 | Buil Film Awards                                   | Nejlepší výtvarná režie                 | Ledová archa        | vítězství |                                                                                |       |
| 2013 | Grand Bell Awards, South Korea                     | Nejlepší výtvarná režie                 | Ledová archa        | vítězství |                                                                                |       |
| 2013 | Blue Dragon Film Awards                            | Nejlepší filmová scénografie            | Ledová archa        | vítězství |                                                                                | [ 5 ] |
| 2014 | Los Angeles Critics Association Awards             | Nejlepší filmová scénografie            | Ledová archa        | nominace  |                                                                                |       |
| 2014 | Phoenix Film Critics Society Awards                | Nejlepší filmová scénografie            | Ledová archa        | nominace  | spolu s Catherine George                                                       |       |
| 2014 | Washington DC Area Film Critics Association Awards | Nejlepší výtvarná režie                 | Ledová archa        | nominace  | spolu s Beatrice Brentnerovou                                                  |       |
| 2014 | San Francisco Film Critics Circle                  | Nejlepší filmová scénografie            | Ledová archa        | nominace  |                                                                                |       |
| 2014 | Asian Film Awards                                  | Nejlepší filmová scénografie            | Ledová archa        | nominace  |                                                                                |       |
| 2015 | Seattle Film Critics Awards                        | Nejlepší filmová scénografie            | Ledová archa        | nominace  | spolu s Beatrice Brentnerovou                                                  |       |
| 2015 | Critics Choice Awards                              | Nejlepší výtvarná režie                 | Ledová archa        | nominace  | spolu s Beatrice Brentnerovou                                                  |       |
| 2015 | Chlotrudis Awards                                  | Nejlepší filmová scénografie            | Ledová archa        | nominace  |                                                                                |       |
| 2015 | International Cinephile Society Awards             | Nejlepší filmová scénografie            | Ledová archa        | nominace  |                                                                                |       |
| 2015 | Georgia Film Critics Association                   | Nejlepší filmová scénografie            | Ledová archa        | nominace  | spolu s Catherine George                                                       |       |
| 2015 | International Online Cinema Awards                 | Nejlepší filmová scénografie            | Ledová archa        | nominace  |                                                                                |       |
| 2015 | Gold Derby Awards                                  | Scénografie                             | Ledová archa        | nominace  |                                                                                |       |
| 2016 | Český lev                                          | Nejlepší výprava                        | Ztraceni v Mnichově | nominace  |                                                                                | [ 4 ] |